# Norberto Ávila
Norberto Ávila (* 9. September 1936 in Angra do Heroismo, Azoren, Portugal; † 11. Mai 2022 in Lissabon, Portugal) war ein portugiesischer Dramatiker, Romancier, Lyriker und Übersetzer.

## Leben
Ávila stammte von den Azoren. Er studierte von 1963 bis 1965 Theaterwissenschaften an der Universite de Theatre du Naciones in Paris. Von 1973 bis 1975 war er Redakteur und Herausgeber der Theaterzeitschrift „Teatro em Movimento“. Zwischen 1974 und 1978 war er außerdem der Theaterbeauftragte beim Kultusministerium in Lissabon. Ab 1981 war er als Chefredakteur für die Theatersendung „Fila 1“ bei RTP für einige Jahre verantwortlich.
Als Dramatiker wurde sein Werk ins Deutsche, Spanische, Polnische und Serbische übersetzt. Aufführungen seiner Stücke fanden dagegen in Portugal, Deutschland, Österreich, Belgien, Südkorea, Kroatien, Slowenien, Spanien, Frankreich, Niederlande, Italien, Tschechien, Rumänien, Serbien, Schweiz ihr Publikum.
Insgesamt war er Verfasser von rund 30 Theaterstücken, einem Roman, zwei Bänden mit Erzählungen, einem Gedichtband. Als Übersetzer übertrug er vor allem die Werke von William Shakespeare, Tennessee Williams, Arthur Miller, Friedrich Schiller, Rainer Werner Fassbinder ins Portugiesische.
In Deutschland ist er vor allem durch das Kinderstück „Hakims Geschichten“ bekannt geworden. Das Werk erlebte 1969 seine Welturaufführung in Lissabon und seine Deutschlandpremiere am Staatstheater Schwerin am 8. August 1976 in der ehemaligen DDR, unter der Regie und Rezitation von Horst Rehberg. Die Übertragung aus dem Portugiesischen hatte Thomas Brasch besorgt. Hakims Geschichte ist ein Sprechtheaterstück und Märchen für Kinder ab 8 Jahren. Es erlebte seither zahlreiche Aufführungen in Deutschland und machte damit Ávila zu einem der bekanntesten Dramatiker des modernen Portugals im deutschsprachigen Raum. Auch das Werk „Die Insel des Königs Schlaf“ wurde 1982 ins Deutsche übersetzt und 1984 für den NDR zu einem Hörspiel verarbeitet.
Zwei Stücke des Autors – D. João no Jardim das Delicias 1989 und O marido aussente 1990 – wurden verfilmt.
Norberto Avila starb am 11. Mai 2022 im Alter von 85 Jahren in Lissabon.

## Auszeichnungen (Auswahl)
- Prémio Comemoratio do Cinquetenario da Sociedade Portuguesa de Autores (o. J.).
- Prémio da Associacao portuguesa de escritores, 1987.

## Werke (Auswahl)
Theaterstücke (Auswahl)
- A descido aos infernos, 1959.
- O labirinto, 1962.
- A pulga, 1965.
- A ilha do sei sono, 1965.
- Magnifico I, 1965.
- As historias de Hakim, 1966.
- As cadeiras celestes, 1975.
- Viagem a damasco, 1980.
- Florania ou a perfeita felicidade, 1983.
- O marido aussente, 1988.
- O cafe centauro, 1996.

Lyrik
- Percuso de Poesia, 2000.

Erzählbände
- O lastimoso caso de Valentino e passreta, 2006.
- Das tintas e vernizes, 2007.

Roman
- Frente a cortina de enganos, 2003.